# 暴風雨 (莎士比亞)

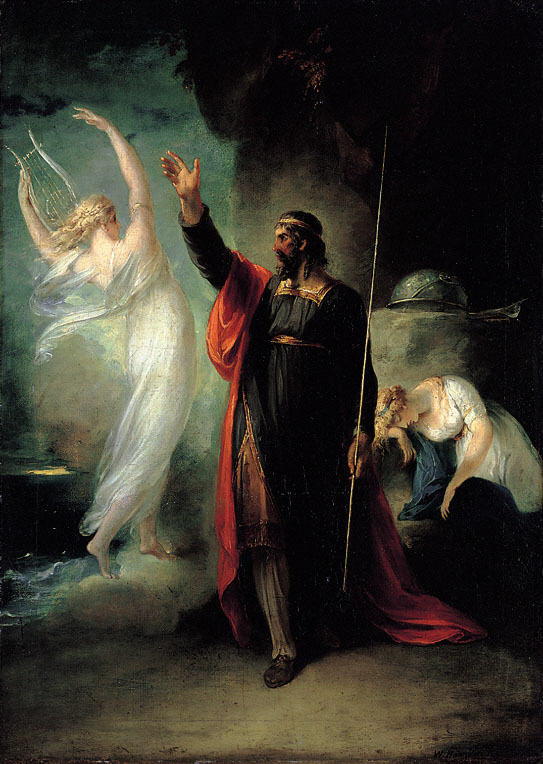
由威廉·漢米頓所繪的愛麗兒、米蘭達與普洛斯彼羅

《暴風雨》（英語：The Tempest）是知名英國劇作家威廉·莎士比亞的悲喜劇作品，一般認為《暴風雨》最早出現在1610至1611年之間，也被認為是莎士比亞最後一部獨自完成的戲劇和悲喜劇的性質，因此被稱為「傳奇劇」。

## 主要的人物
- 普洛斯彼羅（Prospero）－米蘭公爵，故事的主角
- 米蘭達（Miranda）－普洛斯彼羅之女
- 愛麗兒（Ariel）－精靈
- 卡利班（Caliban）－普洛斯彼羅的僕人
- 安東尼奧（Antonio）－因篡權而成為米蘭現時的公爵，普洛斯彼羅的弟弟
- 阿隆索（Alonso）－那不勒斯國王
- 腓迪南（Ferdinand）－阿隆索之子，那不勒斯王子
- 西巴斯辛（Sebastian）－阿隆索之弟
- 貢薩羅  （Gonzalo）－那不勒斯國王的顧問，曾幫助普洛斯彼羅
- 阿德里安（Adrian）－貴族
- 弗蘭西斯科（Francisco）－貴族
- 伊里斯（Iris）－精靈
- 刻瑞斯（Ceres）－精靈
- 朱諾（Juno）－精靈

## 故事簡介

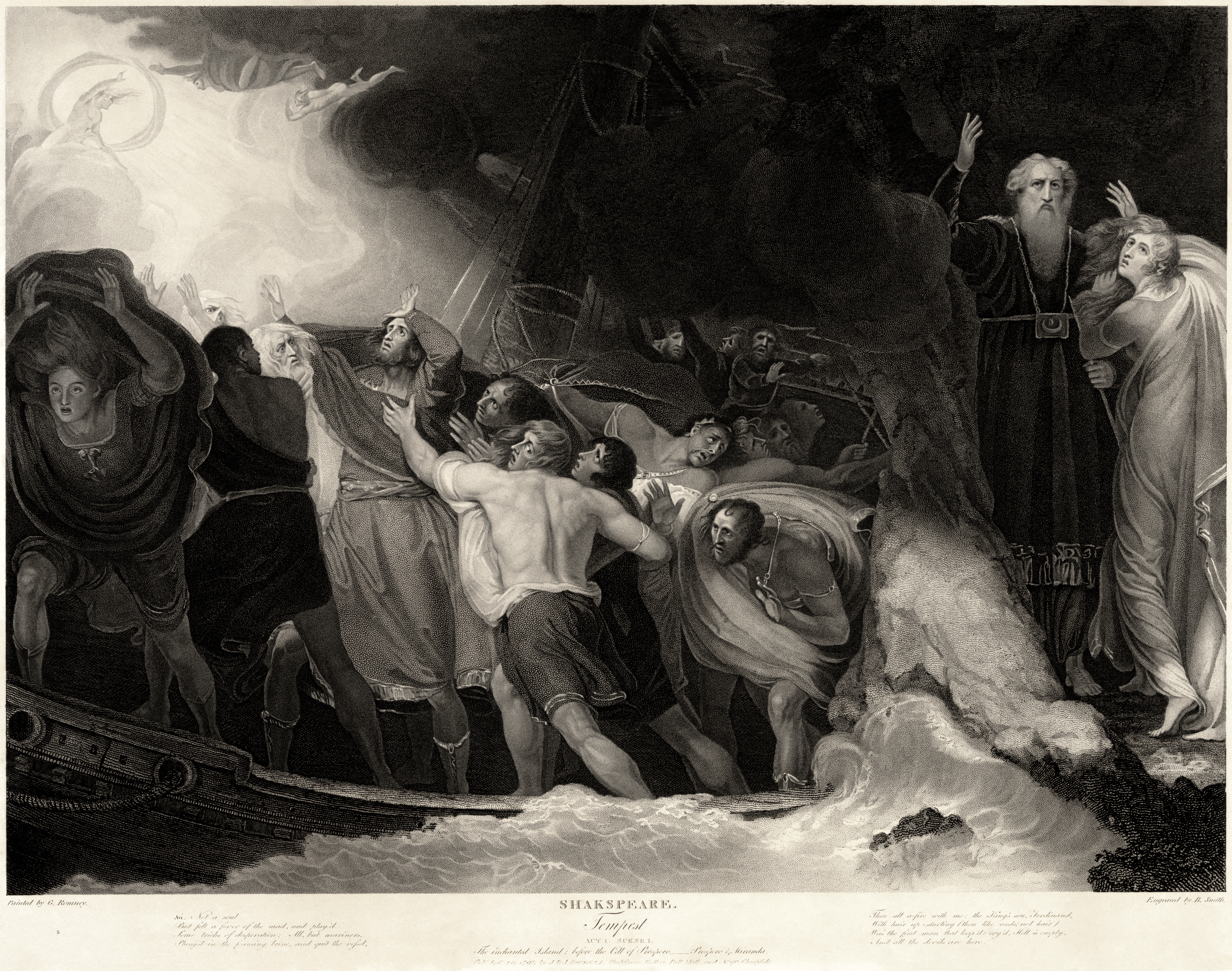
The Tempest

米兰公爵普洛斯彼罗由于闭门读书不理国事而被弟弟篡权，和女儿一起被放逐海上。因得到好心人的帮助，他们侥幸存活，流落到一座荒岛。普洛斯彼罗依靠书中学得的强大魔法，解救了岛上受苦的精灵，并借助精灵的力量呼风唤雨，引仇人前来，令他们悔悟、认错。最后，普洛斯彼罗以博大的胸怀宽恕了仇敌，还为女儿找到了意中人，大家离开海岛回归米兰。

## 外部連結
- The Tempest （页面存档备份，存于） - plain vanilla text from 古騰堡計畫